# Le Triptyque des Monts et Châteaux 2016
Das 21. Le Triptyque des Monts et Châteaux 2016 war ein belgisches Straßenradrennen. Das Etappenrennen fand vom 1. bis zum 3. April 2016 statt. Zudem gehörte das Radrennen zur UCI Europe Tour 2016 und war dort in der Kategorie 2.2 eingestuft.

## Teilnehmende Mannschaften
| Continental Teams (10)- Team3M - Color Code-Arden'Beef - Klein Constantia - Leopard - Rabobank Development - SEG Racing Academy - T.Palm-Pôle Continental Wallon - Trefor - Verandas Willems - Wiggins Nationalmannschaften (3)- Australien U23 - Estland U23 - Vereinigte Staaten U23 Regionale Teams und Vereine (9)- BMC Development - EFC-Etixx - Home Solution-Anmapa-Soenens - Lotto-Soudal U23 - Meubelen Gaverzicht-Glascentra - Profel United - Tops Antiek-Atom 6 - Verandas Willems-Crabbé-CC Chevigny - VL Technics-Experza-Abutriek Regional team- Équipe régionale de Wallonie |
| |

## Etappen
| Etappe      | Datum   | Etappenorte                       | type             | Länge (km) | Etappensieger      | Gesamtführender    |
| ----------- | ------- | --------------------------------- | ---------------- | ---------- | ------------------ | ------------------ |
| 1. Etappe   | 1. Apr. | Antoing – Hérinnes                | Flachetappe      | 165        | Bram Welten        | Bram Welten        |
| 2. Etappe   | 2. Apr. | Frasnes-lez-Buissenal – Kluisberg | Hügelige Etappe  | 153,8      | Mads Würtz Schmidt | Mads Würtz Schmidt |
| 3. a Etappe | 3. Apr. | Chièvres – Chièvres               | Einzelzeitfahren | 10,3       | Jonathan Dibben    | Mads Würtz Schmidt |
| 3. b Etappe | 3. Apr. | Tournai – Chièvres                | Flachetappe      | 91,6       | Mads Würtz Schmidt | Mads Würtz Schmidt |

## Gesamtwertung
| \| Gesamtwertung \| Gesamtwertung \| Gesamtwertung \| Gesamtwertung \| Gesamtwertung \| \| Fahrer \| Fahrer \| Land \| Team \| Zeit \| \| ------------- \| --------------------- \| ---------------------- \| ---------------------- \| ------------- \| \| 1. \| Mads Würtz Schmidt \| Dänemark \| Trefor \| \| \| 2. \| Jonathan Dibben \| Vereinigtes Königreich \| Großbritannien U23 \| \| \| 3. \| Maximilian Schachmann \| Deutschland \| Klein Constantia \| \| \| 4. \| Tim De Troyer \| Belgien \| Verandas Willems \| \| \| 5. \| Adrien Costa \| Vereinigte Staaten \| Vereinigte Staaten U23 \| \| \| 6. \| Scott Davies \| Vereinigtes Königreich \| Team Wiggins \| \| \| 7. \| Elias Van Breussegem \| Belgien \| Verandas Willems \| \| \| 8. \| Brecht Dhaene \| Belgien \| Verandas Willems \| \| \| 9. \| Nathan Van Hooydonck \| Belgien \| BMC Development \| \| \| 10. \| Iván García Cortina \| Spanien \| Klein Constantia \| \| |                       |                        |                        |      |
| |                       |                        |                        |      |
| Quellen: ProCyclingStats Cycling Quotient Cycling Archives |                       |                        |                        |      |
| Gesamtwertung |                       |                        |                        |      |
| Fahrer | Fahrer                | Land                   | Team                   | Zeit |
| 1. | Mads Würtz Schmidt    | Dänemark               | Trefor                 |      |
| 2. | Jonathan Dibben       | Vereinigtes Königreich | Großbritannien U23     |      |
| 3. | Maximilian Schachmann | Deutschland            | Klein Constantia       |      |
| 4. | Tim De Troyer         | Belgien                | Verandas Willems       |      |
| 5. | Adrien Costa          | Vereinigte Staaten     | Vereinigte Staaten U23 |      |
| 6. | Scott Davies          | Vereinigtes Königreich | Team Wiggins           |      |
| 7. | Elias Van Breussegem  | Belgien                | Verandas Willems       |      |
| 8. | Brecht Dhaene         | Belgien                | Verandas Willems       |      |
| 9. | Nathan Van Hooydonck  | Belgien                | BMC Development        |      |
| 10. | Iván García Cortina   | Spanien                | Klein Constantia       |      |

## Wertungssieger
| Etappe         | Etappensieger      | Gesamtwertung      | Punktewertung      | Bergwertung   | Sprintwertung      | Nachwuchswertung | Teamwertung                   |
| -------------- | ------------------ | ------------------ | ------------------ | ------------- | ------------------ | ---------------- | ----------------------------- |
| 1              | Bram Welten        | Bram Welten        | Bram Welten        | Brecht Dhaene | Dries De Bondt     | Bram Welten      | EFC-Etixx                     |
| 2              | Mads Würtz Schmidt | Mads Würtz Schmidt | Mads Würtz Schmidt | Brecht Dhaene | Michael Vingerling | Adrien Costa     | Vérandas Willems Cycling Team |
| 3a             | Jonathan Dibben    | Mads Würtz Schmidt | Mads Würtz Schmidt | Brecht Dhaene | Michael Vingerling | Adrien Costa     | Vérandas Willems Cycling Team |
| 3b             | Mads Würtz Schmidt | Mads Würtz Schmidt | Mads Würtz Schmidt | Brecht Dhaene | Michael Vingerling | Adrien Costa     | Vérandas Willems Cycling Team |
| Wertungssieger | Wertungssieger     | Mads Würtz Schmidt | Mads Würtz Schmidt | Brecht Dhaene | Michael Vingerling | Adrien Costa     | Vérandas Willems              |